# Јарополк Изјаславич
Јарополк Изјаславич (рођ. Петар Изјаславич; умро 22. новембра 1086.) - волински и туровски кнез, син кијевског великог кнеза Изјаслава Јарославича и Гертруде Пољске, унук Јарослава Мудрог. Био је ожењен Кунегондом (Ирином), ћерком грофа Вајмара Отона I.
Канонизован је од Руске православне цркве. Спомен дан је 22. новембар (5. децембар).

## Биографија
Први пут се помиње 1071. године, када је Јарополк победио Всеслава Полоцког код Голотическа, али је Всеслав задржао Полоцк.
Године 1073, заједно са оцем, протеран је из Кијева и побегао на запад. Немачки краљ Хенри IV  одбио је да им помогне, а онда су отишли код папе Гргура VII, који је подржао Изјаслава и Јарополка, признавши их за своје вазале. Документи о Јарополковој аудијенцији код папе сачувани су у Трирском псалтиру, који садржи и минијатурни портрет Јарополка и његове жене Ирине.
Папа је у Риму крунисао Јарополка краљевском круном и доделио му феуд Свете столице Руског краљевства (папска була од 17. априла 1075), по којој је власт у Кијеву требало да припадне Изјаславу и његовом сину Јарополку. Три дана након што је написао ову булу, папа је послао поруку пољском краљу Болеславу II, у којој му је замерио за пљачку Изјаслава. Овај покушај да се Кијевска Русија консолидује у једну грану династије променом редоследа сукцесије није успео да се реализује. Сам Изјаслав се није усудио да објави папину булу у Русији.
Године 1076. Јарополк се вратио са оцем у Кијев и добио наследство у Вишгороду. Године 1078. учествовао је у борби против Свјатославича, у којој му је погинуо отац. После ових догађаја, Всеволод Јарославич је постао кијевски кнез, остављајући за себе Чернигов и Волињ, са центром у Владимир-Волинском, и Туровско-пинску земљу коју је дао Јарополку. Током своје владавине, овај последњи је стално морао да се бори са изопштеним Ростиславићима, који су настојали да добију наследство (њихов отац је био гувернер Волина 1056-1065); Јарополк је погинуо у борби против њих.

## Рат са Ростиславичем и смрт
Године 1084. Ростиславићи су побегли од Јарополка у Пшемисл, протерали Јарополка из Владимира, али је Всеволод послао против њих Владимира Мономаха, који је вратио Владимира Јарополку, али је у исто време дао Дорогобуж Волинском изопћенику Давиду Игоревичу. Јарополково незадовољство довело је до тога да је изгубио Владимира у корист Давида Игоревича.
Године 1086, Јарополк је, обезбедивши војну и дипломатску подршку Пољске, склопио мир са Владимиром Всеволодовичем и поново ушао у Владимир-Волински, али исте зиме, током похода на Ростиславича, издајнички га је убио код Звенигорода његов сопствени ратник Нерадец. Сахрањен је у Дмитровском манастиру (Кијев). Нерадец је побегао Рурјику Ростиславичу, а гласине су оптужиле Ростиславиче да су организовали убиство.
Године 1088. Туров је примио Јарополков брат Свјатополк, који је уступио новгородску власт унуку Всеволода Јарославича Мстиславу.

## Брак и деца
Највероватније, током свог боравка у Немачкој (око 1075), Јарополк се оженио Кунегондом фон Орламунде (око 1057 - 1140). После смрти мужа, напустила је Русију.
Оставио је два сина - Јарослава и Вјачеслава - и ћерку Анастасију, која је 1090. године постала жена једног од синова Всеслава Полоцког - Глеба из Минска. У немачким хроникама постоји порука о другој Јарополковој кћери, Матилди, која се удала за тириншког грофа Гунтера III фон Кефернбурга, првог грофа фон Шварцбурга.